# King’s Bounty
King’s Bounty (с англ. — «королевская награда») — пошаговая стратегическая и ролевая компьютерная игра, разработанная Джоном Ван Канегемом и выпущенная фирмой New World Computing в 1990 году. Является первой игрой серии King’s Bounty и прямым предшественником популярной серии игр Heroes of Might and Magic. Изначально разработанная для DOS игра практически сразу была перенесена на Commodore 64, далее на Apple II и Macintosh, а через год была портирована на Commodore Amiga и Sega Genesis в несколько облегчённом варианте.

## Игровой процесс
В King’s Bounty игрок управляет одним персонажем, тип (в терминах ролевых игр — класс) которого выбирается перед началом игры из четырёх возможных (Рыцарь, Паладин, Варвар и Волшебница). Персонаж имеет определённые атрибуты, главным из которых является находящаяся под его управлением армия, составленная из различных мифических существ. Персонаж может в любой момент иметь до 5 различных типов существ, причём количество существ в каждой группе ограничено лидерством героя, и если суммарное количество единиц жизни группы существ будет выше, чем лидерство героя, то такая группа в боевом режиме выйдет из повиновения. Существа набираются в армию героя из различных жилищ, которые можно обнаружить на карте. Персонаж также имеет возможность использовать магические заклинания для изменения хода событий тем или иным образом.
В игре различаются два режима: путешествие по основной карте и битва на специальной тактической карте. В первом режиме игрок управляет перемещением самого персонажа по землям, на которых происходит действие игры. Второй режим активизируется, когда персонаж вступает в битву, осаждая замок противника или нападая на одну из многочисленных блуждающих армий, разбросанных по карте. В тактическом режиме нападающая и защищающаяся армии расположены по разные стороны поля, и группы существ, поочерёдно делая ход, должны уничтожить всех вражеских существ (тактический режим отдалённо напоминает шахматы).
По сюжету, игрок должен найти и вернуть королю легендарный утерянный артефакт, местоположение которого отмечено на древней карте. Но карта эта была разорвана на многие части, и каждая часть или хранится вместе с одним из 8 артефактов, раскиданных по карте, или была отдана одному из злодеев, с которыми игроку и необходимо бороться.
В игре ведётся учёт времени в игровых днях и неделях (неделя составляет 5 дней). При движении по равнине или по морю в пределах одного архипелага за день игрок может сделать несколько ходов, в то время как по пустыне — лишь один шаг. Начало каждой недели ознаменовывается списанием денег (за пользование кораблём, на поддержание армий) и поступлением жалованья от короля. Также каждая неделя объявляется неделей какого-либо из существ (случайным выбором, но каждая четвёртая неделя — крестьян), при этом боевые возможности выбранных существ в эту неделю увеличиваются, а все места, где их можно приобрести, вновь наполняются. Отведённое для игры время определяется выбранным в начале уровнем сложности.
В порте для Sega Genesis, выпущенном Electronic Arts в 1991 году, путешествие по основной карте происходило в реальном времени, а также была перерисована бо́льшая часть графики игры.

## Связь с Heroes of Might and Magic
King’s Bounty имеет существенные отличия от серии игр Heroes of Might and Magic, которые не позволяют считать King’s Bounty частью этой серии:
- KB ориентирована больше на «тактику» (сражения и хождение по лабиринтам), а Heroes of Might & Magic — на «развитие» — ресурсы, строительство, хождение и затем уже сражения (и с каждой версией HoMM эта тенденция отхода от стратегии все сильнее усугублялась);
- отсутствует возможность развития захваченных игроком замков (в то время как в HoMM это одна из ключевых составляющих игрового процесса);
- игрок управляет только одним персонажем-героем (в HoMM — до восьми);
- имеется только один тип ресурсов (золото) в противовес семи типам, доступным в HoMM, и отсутствует понятие шахт (еженедельным источником дохода является королевское жалование, причем герой тратит его не только на покупку армии, но и на её содержание; кроме того, деньги можно зарабатывать, захватывая замки, побеждая отдельно стоящие отряды и выполняя контракты в городах на захват конкретного замка).

Тем не менее, King’s Bounty и серия HoMM создавались одной и той же компанией, а их ведущим разработчиком был один человек (Джон Ван Кэнегем), поэтому неудивительно, что эти игры имеют много общего. Так, например, тактический режим битв King’s Bounty почти без изменений перешёл в Heroes I. То есть King’s Bounty была предтечей серии HoMM, но не является её частью.
В 2001 году для PlayStation 2 вышла Heroes of Might and Magic: Quest for the Dragon Bone Staff, являвшаяся по сути ремейком оригинальной King’s Bounty.

## Неофициальные клоны
New World Computing никогда не выпускала официальной второй части King’s Bounty. На постсоветском пространстве игра пользовалась популярностью, и на её волне было создано несколько неофициальных ремейков.
Так, в 1992—1993 гг. харьковским программистом Сергеем Прокофьевым была разработана игра с названием King’s Bounty 2. Игра задумывалась как состоящая из двух частей, однако вторая часть так и не была дописана. В этой игре игровой мир построен аналогично оригиналу, но состоит из 5 земель (локаций). Сами карты генерируются случайным образом. Основной целью является сбор пяти частей карты, что даёт возможность отправиться на секретную землю и сразиться с главным злодеем. В этой версии можно было торговать в городах различными товарами. Были добавлены свои монстры, магия и нестандартные возможности, например, изменение карты посредством прорубания лесов или скал.
На платформе ZX Spectrum известны три игры, разработанные на основе King’s Bounty. Первая за авторами Ярош Р., Зеленкевич Д. появилась в 1993 году с одноимённым названием, и сыграла существенную роль в развитии игровой индустрии на постсоветском пространстве. В 1996 году команда EJB & Dream Team выпустила King’s Bounty 2, которую критики ценили за высокую играбельность и сюжет, а также качественную графику. В 2001 году вышла третья King’s Bounty 3 под авторством Олега Парфёнова, отличающая насыщенностью и сложностью игрового процесса, музыкальным сопровождением и качеством графики.
В 2005 году украинская студия Класс А (АльфаКласс), возглавляемая создателем KB2 Сергеем Прокофьевым, выпустила игру Герои Мальгримии: Затерянный мир магии предтечей которой является King’s Bounty 2. В феврале 2007 появилось продолжение — Герои Мальгримии 2: Нашествие некромантов, в феврале 2009 — Герои Мальгримии 2: Победить дракона. Планировался выход и третьей части с трёхмерной графикой, но последствия финансового кризиса 2007—2008 годов заставил разработчика отказаться от этих планов.
Бесплатная неофициальная браузерная версия оригинальной игры (с оригинальной графикой и расширенным сюжетом) была опубликована в 2015 году российским программистом Сергеем Марковым. Игра содержит в себе большое количество пасхальных яиц, шуток на научные темы и дополнительные объекты (например, Браавосского титана).

## Оценки
| Иноязычные издания                 | Иноязычные издания |
| Издание                            | Оценка             |
| ---------------------------------- | ------------------ |
| The Australian Commodore and Amiga | 84 %               |
| PC Leisure                         | [ 11 ]             |
| Русскоязычные издания              |                    |
| Издание                            | Оценка             |
| Game.EXE                           | 4,2 из 5           |